# Finn Ole Ritter

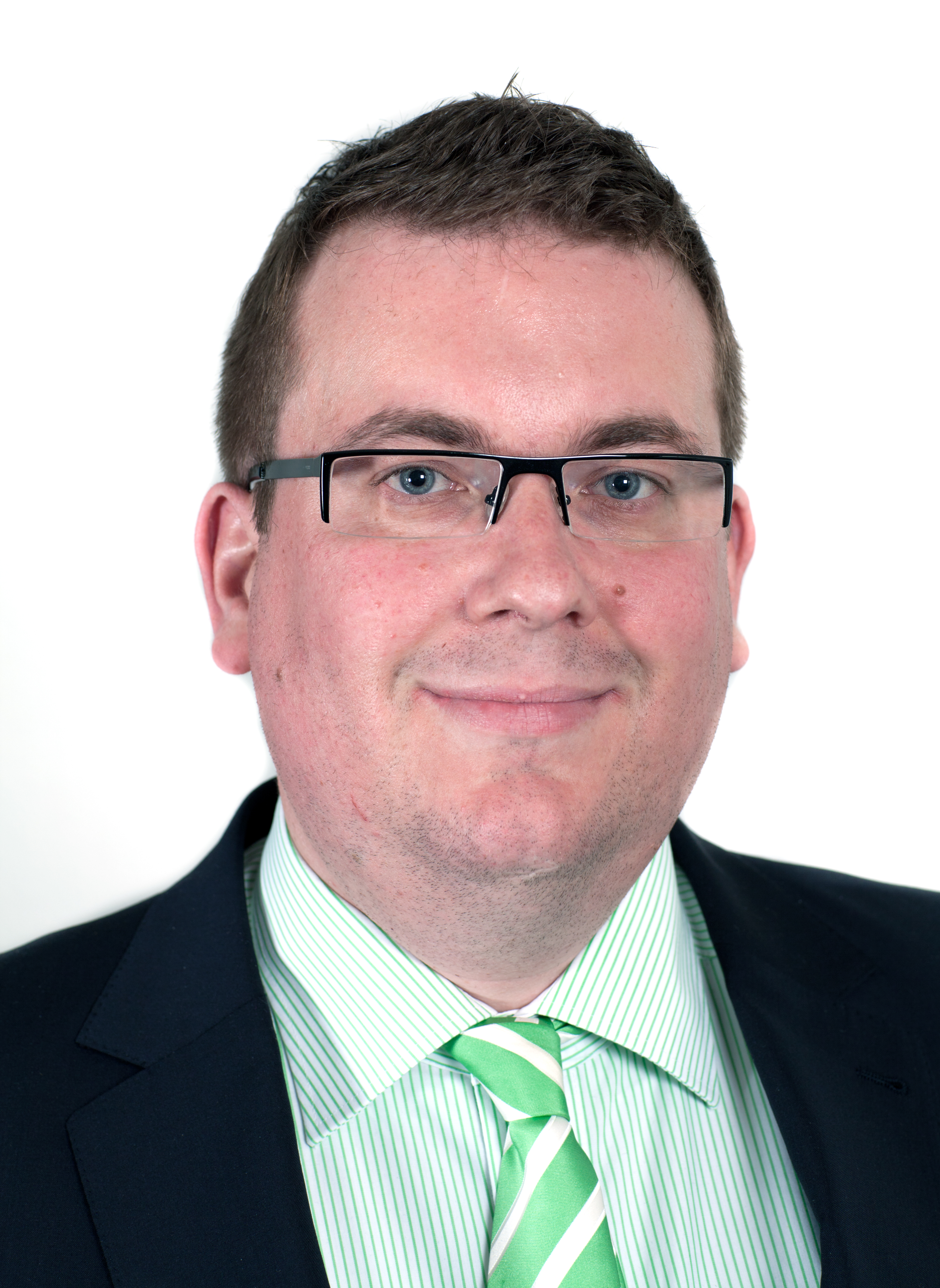
Finn Ole Ritter (2011)

Finn Ole Ritter (* 11. April 1978 in Hamburg) ist ein deutscher Politiker (FDP). Seit dem 13. April 2025 ist er der Vorsitzende des Landesverbands Hamburg der FDP. Er war zuvor schon von 2011 bis 2015 Mitglied der Hamburgischen Bürgerschaft.

## Berufliches und Privates
Ritter ist gelernter Groß- und Außenhandelskaufmann sowie Versicherungsfachmann.
Er ist verheiratet und Vater eines Kindes.

## Politische Karriere
Ritter wurde 2004 Mitglied der Jungen Liberalen und trat 2007 der FDP bei. Von 2008 bis 2013 war er Landesvorsitzender der Jungen Liberalen Hamburg. Er war zudem generationspolitischer Sprecher der FDP Hamburg. Von 2013 bis 2017 Vorsitzender der FDP Fuhlsbüttel.
Bei der Bürgerschaftswahl in Hamburg 2011 trat er im Wahlkreis Fuhlsbüttel – Alsterdorf – Langenhorn an und schaffte über Landeslistenplatz 6 den Einzug in das Parlament. Seit dem 7. März 2011 war er somit Mitglied der Hamburgischen Bürgerschaft. Seit 2012 war er stellvertretender Vorsitzender der FDP Hamburg und seit März 2013 auch stellvertretender Fraktionsvorsitzender seiner Partei in der Hamburgischen Bürgerschaft. Bei der Bürgerschaftswahl 2015 trat er nicht mehr an, da er keinen Platz auf der Landesliste erhalten hatte. Für die Bürgerschaftswahl in Hamburg 2020 bewarb es sich parteiintern um Platz 3 der Landesliste, unterlag aber der ebenfalls aus dem Bezirk Wandsbek stammenden Bürgerschaftsabgeordneten Jennyfer Dutschke.
Bei den Bezirksversammlungswahlen 2024 am 9. Juni 2024 wurde er in die Bezirksversammlung Wandsbek gewählt. Dort ist er Vorsitzender der FDP-Fraktion. Er ist zusätzlich Mitglied im „Ausschuss für Mobilität und Wirtschaft“, „Regionalausschuss Walddörfer“, sowie im „Unterausschuss für Bauangelegenheiten des Regionalausschusses Walddörfer“.
Am 13. April 2025 wählte der Landesparteitag der FDP Hamburg Ritter zum Landesvorsitzenden.